# Doerriesa
Doerriesa là một chi bướm đêm thuộc họ Noctuidae.